# Neohymenopogon
Neohymenopogon  es un género con tres especies de plantas con flores perteneciente a la familia de las rubiáceas. Es nativo del Himalaya hasta Indochina.

## Taxonomía
El género fue descrito por Sigamony Stephen Richard Bennet y publicado en Indian Forester 107(7): 436. 1981. La especie tipo es: Neohymenopogon parasiticus (Wall.) Bennet

## Especies
- Neohymenopogon assamicus' (Hook.f.) Bennet (1981).
- Neohymenopogon oligocarpus (H.L.Li) Bennet (1981).
- Neohymenopogon parasiticus (Wall.) Bennet (1981).